# Wapen van Sijbrandaburen

Wapen van Sijbrandaburen

Het wapen van Sijbrandaburen is het dorpswapen van het Nederlandse dorp Sijbrandaburen, in de Friese gemeente Súdwest-Fryslân. Het wapen werd in 1986 geregistreerd.

## Beschrijving
De blazoenering van het wapen in het Fries luidt als volgt:
Yn read in sulveren dwarsbalke, belein mei trije griene klaverbladen.
De Nederlandse vertaling luidt als volgt: 
In rood een zilveren dwarsbalk, belegd met drie groene klaverbladen.
De heraldische kleuren zijn: keel (rood), zilver (zilver) en sinopel (groen).

## Symboliek
- Klavers: verwijzen naar het agrarische karakter van het dorp.[2]
- Kleurstelling en indeling: komen overeen met het wapen van Rauwerderhem, de gemeente waar het dorp eertijds tot behoorde.[3]

Het wapen van Rauwerderhem.

## Zie ook

Vlag van Sijbrandaburen